# Lärchegg
Il Lärchegg  (anche Lärcheck o Lärcheggspitze) è una montagna alta 2 123 metri nei monti del Kaiser, nelle Alpi Calcaree Nordtirolesi.

## Geografia
Il Lärchegg costituisce il possente pilastro nord-orientale del Wilder Kaiser e, con le sue pareti rocciose alte 1 200 metri, si erge direttamente sopra la valle del Kaiserbach. Fa parte dell'imponente scenario dell'Ostkaser Kaiser e, visto da tutti i lati, appare come una slanciata piramide di roccia. A sud si ergono le cime più alte dell'Ackerlspitze e del Maukspitze. La montagna appartiene al comune di Kirchdorf in Tirol (nel Tirolo).
Davanti al Lärcheck, sulla cresta nord-orientale, si trova il Lärchecknadel , alto circa 1950 m, chiamato anche Kaisermandl , che può essere scalato solo attraverso vie ferrate difficili (da V).

## Alpinismo
Il percorso standard per il Lärchegg è impegnativo e non va sottovalutato. Solo alpinisti esperti con una buona forma fisica, passo sicuro, assenza di vertigini e agilità in arrampicata dovrebbero tentare la salita.
Il punto di partenza è la Latschenölbrennerei (900 m) nella valle Kaiserbachtal tra la Fischbachalm e la Griesner Alm (parcheggi sulla strada a pedaggio da Griesenau). Il sentiero segnalato sale ripidamente per tutto il percorso fino alla Kleine Griesner Tor , un circo ghiaioso. Lì, contrassegnato da un grande ometto di pietra (ma senza indicazione), si svolta a sinistra nel lungo crepaccio ghiaioso in direzione est; la salita prosegue verso sud fino al Fritz-Pflaum-Hütte. Dal bivio fino alla vetta il sentiero è rado, in alcuni punti molto sbiadito (stato 2015), e c'è un pericolo costante di caduta massi . Inizialmente, il sentiero è buono e segnalato con ometti di pietra, all'incirca nel mezzo di un campo ghiaioso estremamente ripido e instabile, fino a 1 850 m fino alle pareti rocciose della struttura sommitale. Da lì, si prosegue in salita su sentieri ripidi e dissestati su ghiaioni fino a raggiungere l'inizio della traversata a sinistra fuori dal campo di ghiaioni a quota 1 905 m (ometto, segno rosso). Lì, il sentiero esce dal circo glaciale e inizialmente prosegue in una traversata a sinistra, spesso seguendo sentieri esposti su ghiaioni , cenge rocciose e ripidi canaloni. Si attraversa il pronunciato canalone e ci si dirige a sinistra di esso sul sentiero di recente costruzione (in parte di I grado ) fino a quando un lungo passaggio con corda metallica, in alcuni punti molto esposto (grado B/C), conduce alla cresta, da dove si raggiunge su sentieri (in alcuni punti di I grado) il valico tra la cima sud e quella principale. Da lì, si prosegue per circa 30 metri in salita lungo la cresta nord fino alla croce di vetta (grado II e sentieri). Si calcolano 3 ore per l'intera salita; la discesa dura 2 ore e mezza.
Un percorso alternativo non assicurato e non segnalato conduce anche dalla Kleiner Griesener Tor (Piccola Porta di Gries) su per il ghiaione fino al Südlicher Griesschartl (Griesschartl Meridionale ), che si raggiunge per ghiaione, ghiaione e rocce (grado I-II). Da lì, si segue la cresta sud-occidentale o, a sinistra di essa, per rocce, cenge e un camino fino alla croce di vetta (grado II, ma solo con un'ottima capacità di orientamento; altrimenti, è significativamente più difficile e in alcuni punti molto esposto). Dall'intaglio, il percorso è difficile da trovare e richiede un buon senso dell'orientamento.
L'unico campo base nelle vicinanze è il rifugio Fritz-Pflaum-Hütte , dal quale si scende alla Kleine Griesner Tor e dopo complessivamente 2 ore si raggiunge il Lärchegg.